# Medidor de vazão
Medidores de vazão ou medidores de fluxo são equipamentos cuja finalidade é obter a medida  de um fluxo ou de uma vazão de matéria. Medidas de fluxo podem ser feitas das mais diversas maneiras, utilizando os mais variados princípios físicos.

## Unidades de medida
O fluxo de gases e líquidos costuma ser expresso em unidades de fluxo volumétrico ou de fluxo mássico, tais como litros por segundo ou quilogramas por segundo. Entretanto várias outras unidades de medida são utilizadas, como a vazão molar (geralmente usada para gases), a taxa de fluxo de energia (geralmente usada para combustíveis, baseia-se na quantidade de energia que pode ser extraída por unidade de volume), etc.
Devido a grande compressibilidade dos gases, vale a pena salientar que o volume dos gases é altamente dependente dos parâmetros temperatura e pressão, fato esse que pode, dependendo das unidades escolhidas, mudar o valor do fluxo. Os fluxos mássico e molar de um gás podem, entretanto, ser medido diretamente , independente da pressão e dos efeitos da temperatura

## Medidores Eletromagnéticos de Fluxo

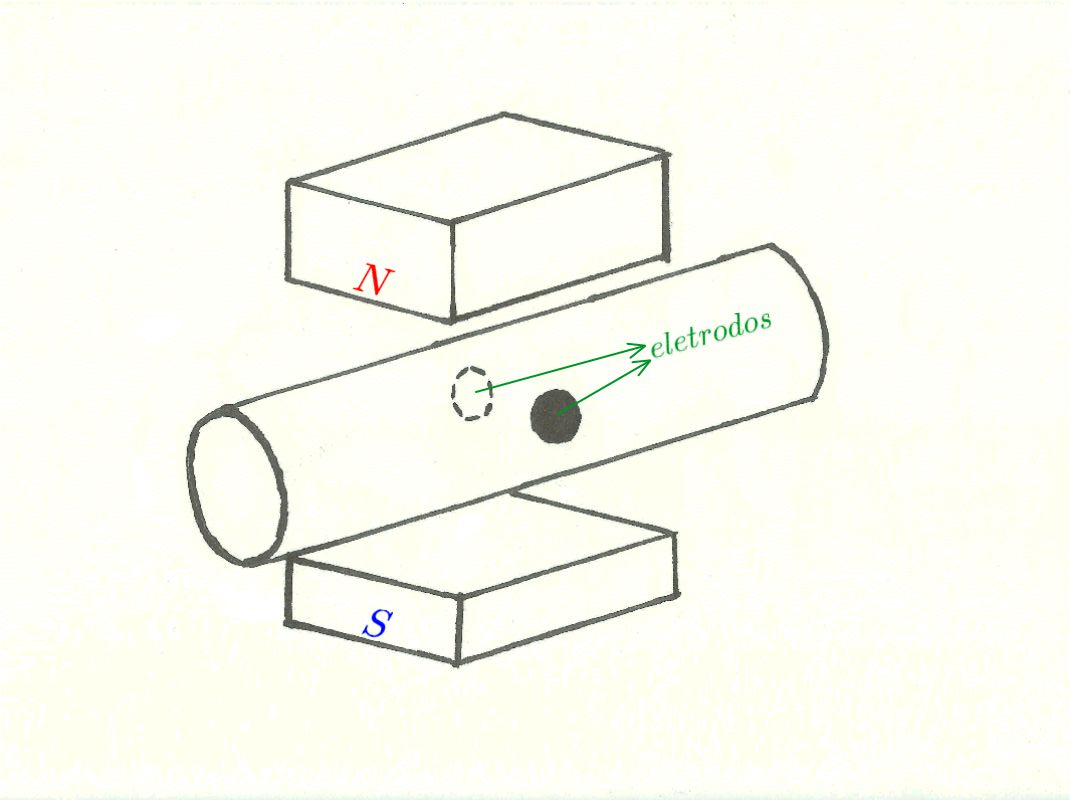
Esquema simplificado de um medidor eletromagnético de fluxo

A invenção dos medidores eletromagnéticos de fluxo é atribuída a Bonaventura Thürlemann (1909–1997), padre beneditino e professor de matemática e física na escola do mosteiro de Engelberg (Suiça). Ele publicou, em 1941, um trabalho intitulado "Methode Zur Elektrischen Geschwindigkeitsmessung Von Flüssigkeiten" (em português, Método Elétrico para a Medição da Velocidade em Líquidos).
Com base em suas experiências com os fluxos laminar e turbulento, ele foi capaz de demonstrar que a velocidade média do fluxo em um tubo pode ser determinada medindo a diferença de potencial elétrico entre dois pontos de fronteira em um tubo sem que seja necessário saber a distribuição de velocidades no tubo.
O Padre Thürlemann nunca patenteou sua invenção. A primeira vez que ele falou em público sobre sua invenção foi na inauguração da unidade de produção de medidores eletromagnéticos de fluxo da empresa suiça Endress+Hauser.

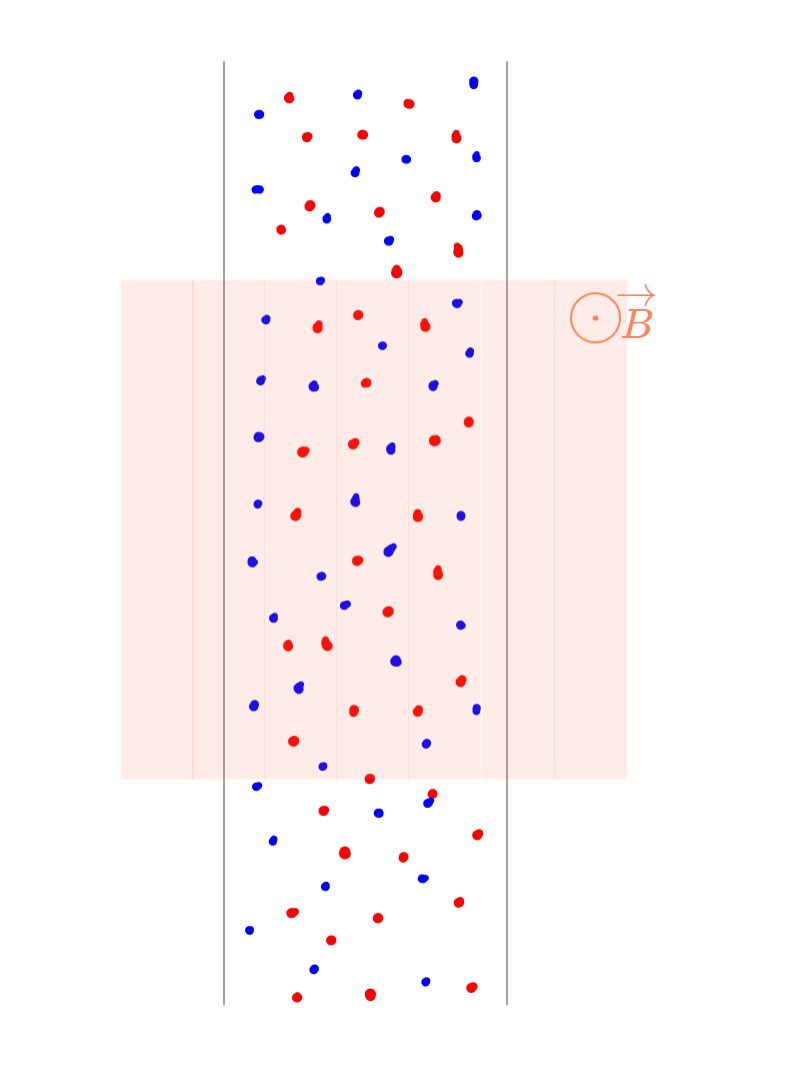
Comportamento observado quando não há fluxo

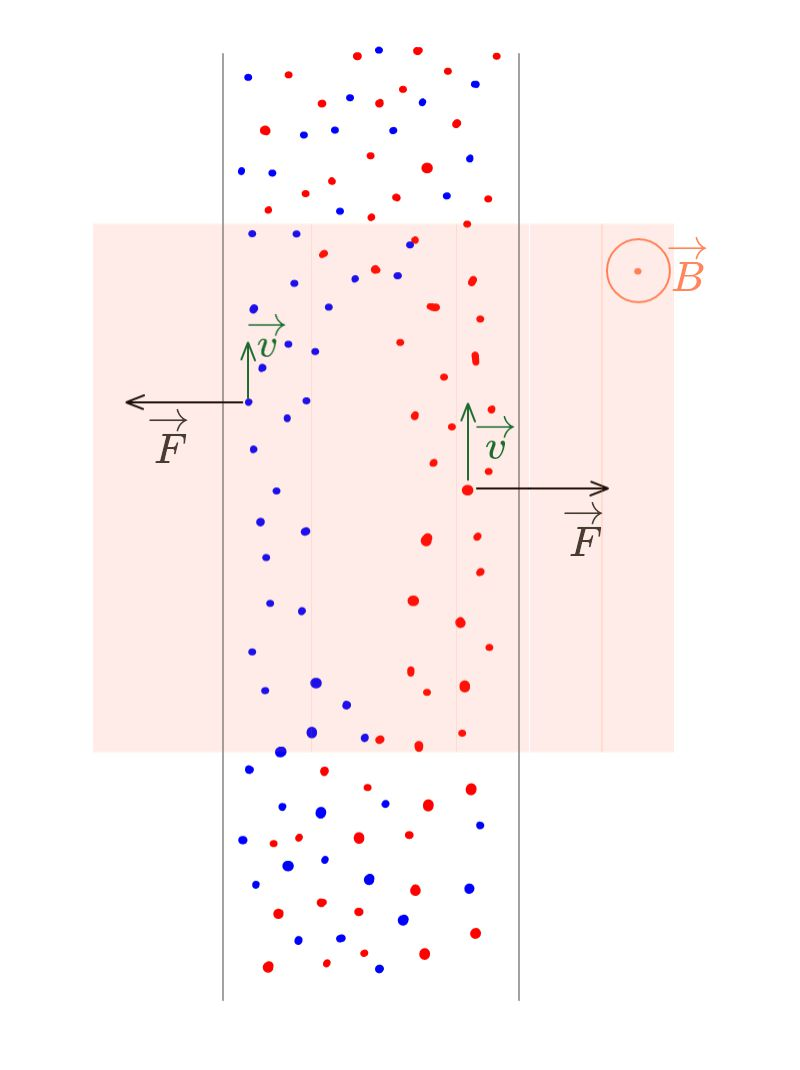
Comportamento observado quando há fluxo

### Design
O medidor de fluxo é composto por:
- Uma seção tubular feita da material isolante ou por um material metálico revestido internamente por um isolante (necessário para evitar curtos-circuitos);
- Bobinas ou imãs permanentes para gerar o campo magnético;
- Eletrodos para medir a diferença de potencial gerada pela separação dos íons;
- Circuito eletrônico, responsável por filtrar, amplificar e transmitir o sinal adquirido nos eletrodos.

O equipamento é montado de forma que os sensores (eletrodos) sejam simultaneamente ortogonais ao campo magnético e ao fluxo do líquido.
Devemos atentar para as propriedades magnéticas do material do qual é feito o tubo do medidor, pois o material pode ter propriedades magnéticas intrínsecas que podem interferir no formato do campo externo aplicado e comprometer a medida.

### Princípio físico de operação
Para começar a explicar o princípio de operação desse dispositivo é imprescindível notar que ele só funciona para líquidos condutores. Isso por que, microscopicamente, esse equipamento só funciona se houver uma diferença de potencial elétrico resultante da separação dos íons presentes no meio.
Num líquido condutor existem íons positivos (cátions) e íons negativos (ânions) que estão homogeneamente distribuídas no espaço, nesse caso, no interior do tubo. Essa homogeneidade é percebida, em princípio, em toda a tubulação. Entretanto no interior do medidor é aplicado um campo magnético capaz de separar os íons de cargas opostas, cada tipo de carga para um diferente lado. Esse fenômeno ocorre graças a Força de Lorentz, a qual diz que, na inexistência de campos elétricos (particularidade desse caso), toda carga em movimento no interior de um campo magnético é defletida com uma força proporcional a carga, a intensidade do campo e a velocidade da partícula, além de levar em conta fatores geométricos.
A separação das cargas no interior do medidor gera uma diferença de potencial elétrico que será medida pelos eletrodos e processada pelo circuito eletrônico, o que permite conhecer a velocidade do fluxo. A diferença de potencial gerada entre os dois eletrodos não é, em geral, de simples cálculo, entretanto num caso idealizado, onde o campo pode ser considerado uniforme, o perfil do fluxo é o ideal e o tubo está completamente cheio, pode ser feita a seguinte afirmação:
{\displaystyle {\mathcal {E}}=Bvd}
Isto é, num tubo de diâmetro d, imerso num campo magnético de módulo B e cujas partículas se movem com velocidade média v, é gerada uma tensão elétrica média de módulo ε entre os eletrodos. Esse é um resultado direto da Lei da indução de Faraday.
Dispositivos reais (não idealizados) requerem um tratamento matemático mais complicado.

### Tipos de medidores
Existem basicamente 2 categorias de medidores eletromagnéticos de fluxo: AC e DC. Os dois tipos de medidores têm designs parecidos, para todos os efeitos iguais. A única grande diferença é que medidores AC não podem usar imãs permanentes na sua fabricação. O modelo mais usado é o AC.
Há vantagens e desvantagens na utilização de um tipo ou de outro dos medidores.

#### AC
Nesse caso o sentido do campo magnético varia. Esse campo muda com a mesma taxa com qual muda a corrente que passa pela bobina, geralmente com a frequência da rede elétrica - mas essa frequência pode ser alterada para algumas aplicações.

##### Vantagens do tipo AC
- Melhores para a determinação do comportamento instantâneo de transientes e fluxos pulsantes;[10]
- Reduzem efeitos de polarização nos eletrodos.[9]

##### Desvantagens do tipo AC
- Quando o fluido é um mau condutor, a frequência não pode ser elevada, pois o relaxamento dielétrico não é instantâneo;[10]
- Induz sinais espúrios de corrente alternada nos circuitos de medição.[9]

#### DC
Nesse caso o sentido do campo magnético não varia.

##### Vantagens do tipo DC
- Não induz sinais espúrios de corrente alternada nos circuitos de medição.

##### Desvantagens do tipo DC
- Aumenta os efeitos de polarização nos eletrodos.[10]

### Aplicações
As aplicações desse medidor para a medição do fluxo de líquidos são muito grandes. Como uma regra geral podemos usar esse tipo de medidor desde que o líquido seja constituído de cerca de 10% de líquidos condutores. Como exemplo de aplicações podemos citar: ácidos, bases,
lamas, alimentos, corantes, polímeros, emulsões, etc. Medidores eletromagnéticos de fluxo não são, em geral, adequados para os líquidos
contendo materiais orgânicos e hidrocarbonetos.

### Vantagens e Desvantagens

#### Vantagens[12]
- É um método não invasivo (não interfere significativamente no fluxo). Além disso não tem obstruções no tubo, por isso pode medir vazão de fluidos sujos, corrosivos, abrasivos, com sólidos em suspensão, etc;

- Pode medir fluidos laminares e turbulentos;

- Pouco sensível à viscosidade, densidade, temperatura ou pressão e até mesmo pela condutividade (desde que esteja acima do mínimo exigido);

- Não possui peças móveis que desgastam rapidamente;

- Muito preciso: a incerteza na medida pode ser menor que 1%.

#### Desvantagens[13]
- Exige-se a condutividade mínima para o líquido;

- O princípio de funcionamento requer o tubo sempre cheio de líquido e fluxos assimétricos implicam em erros. Para minimizar esses problemas, monta-se o tubo medidor na posição vertical, com fluxo ascendente;

- O eletrodo precisa estar em contato com o líquido e, como formam-se bolhas de ar no interior do tubo, isso pode dificultar a medida;

- O medidor é montado em linha (inserido na tubulação);

- A calibração do medidor é feita por comparação;

- Precisa de energia elétrica, o que limita sua aplicação em alguns lugares.

## Medidor de Fluxo Ultra-sônico

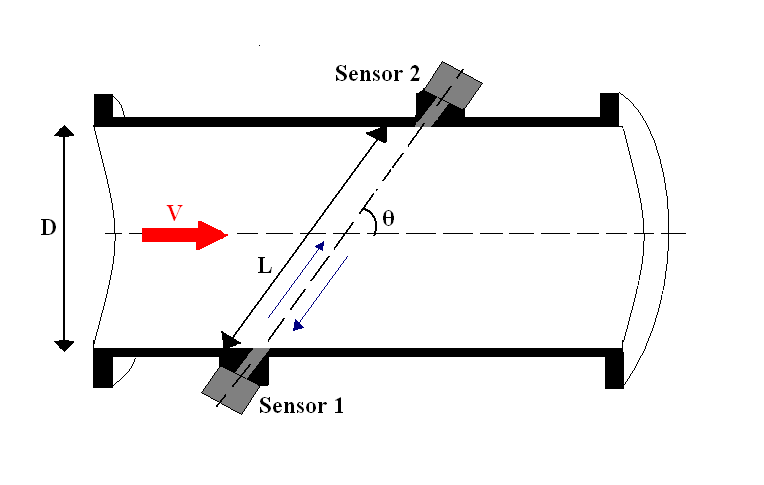
Fig. 1: Esquema de funcionamento de um medidor de fluxo ultra-sônico por tempo de trânsito. Note que o ângulo θ deve ser diferente de 90 graus para o correto funcionamento do medidor.

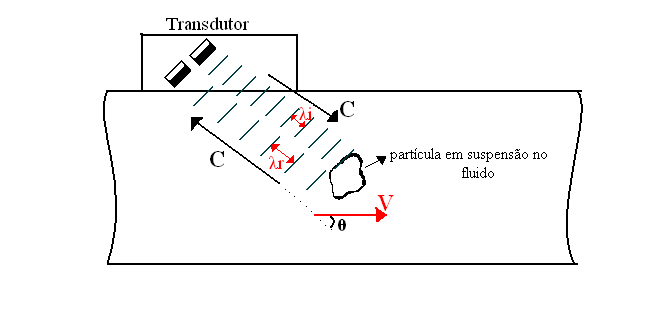
Fig. 2: Esquema de funcionamento de um medidor de fluxo ultra-sônico por efeito Doppler

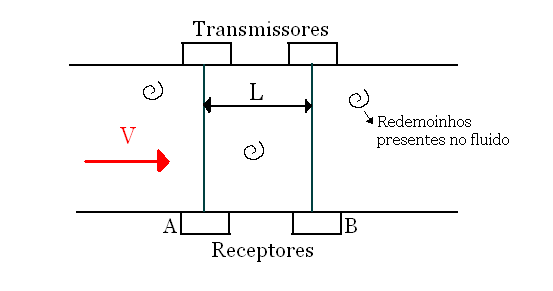
Fig. 3: Esquema de funcionamento de um medidor de fluxo ultra-sônico por Correlação-cruzada

Um medidor ultra-sônico de fluxo mede a velocidade do fluido com ultra-som para assim obter a vazão desse fluido. A maioria dos medidores ultra-sônicos utiliza a energia elétrica para excitar um cristal piezoelétrico em sua frequência de ressonância. Essa frequência é transmitida através do fluido, na forma de uma onda. 
Existem vários tipos de medidores de fluxo ultra-sônicos disponíveis no mercado, que são escolhidos dependendo da necessidade de cada aplicação; formato do tubo, fixação do medidor, tipo de fluido transportado, entre outros aspectos, devem ser levados em conta na escolha do tipo de medidor ultra-sônico. Cada um desses medidores utiliza métodos de medida diferentes para obter a vazão do fluido. Alguns exemplos são:

- Tempo de trânsito: calcula-se a diferença de tempo existente entre a viagem de um pulso sônico, primeiramente a favor e depois contra o fluxo, por uma distância L fixa através do duto. [15]
- Efeito Doppler: calcula-se a diferença de frequência entre os sinal enviado e o sinal recebido. A diferença de fase é causada  pela reflexão sonora ou espalhamento proveniente de partículas em suspensão presentes no fluido, que mudam a frequência do sinal incidente. [15]
- Correlação cruzada: é feita uma medida do intervalo de tempo entre sinais enviados e recebidos por transdutores ultra-sônicos afastados uma distância L um do outro.

Como esses três métodos retornam uma medida de tempo, pode-se calcular a velocidade do fluido (V). Unindo a velocidade do fluido à área (A) da seção transversal do duto, no qual o fluido está, pode-se obter a vazão (Q) desse fluido.
{\displaystyle Q=VA}

### Tempo de Trânsito
O medidor de vazão ultra-sônico a tempo de trânsito mede o tempo gasto pela energia ultra-sônica ao atravessar a seção de um tubo, dirigindo-se ora a favor, ora contra o fluxo do fluido dentro desse tubo. Os tempos de propagação da onda, a favor e contra o fluxo, são diferentes. Isso ocorre, pois quando a onda viaja a favor da vazão, a sua velocidade é levemente aumentada e, quando viaja contra, sua velocidade é levemente diminuída. Essa diferença de tempo de trânsito da onda é proporcional à vazão do fluido. 

#### Princípio de operação
A técnica de tempo de trânsito mede a diferença de tempo entre o caminho percorrido por duas ondas propagadas através do fluido. Existem diversos tipos de geometria que podem ser usados, mas a mais simples delas corresponde ao medidor de fluxo com dois transdutores ultra-sônicos de contra-propagação (podem tanto enviar quanto receber o sinal). Os transdutores são separados por uma distância conhecida ao longo da direção de propagação do fluido. Se a velocidade do som no fluido é conhecida, pode-se determinar a velocidade do fluido (V) a partir dos tempos de trânsito a montante (upstream) e a jusante (downstream). 
Assumindo que o fluxo é paralelo ao eixo do duto e intercepta o caminho do sinal acústico em um ângulo {\displaystyle \theta }, os tempos de trânsito a jusante (t2→1) e a montante (t1→2) serão calculados por: 
{\displaystyle t_{2\to 1}={\frac {L}{C-Vcos\theta }}}  (1)
{\displaystyle t_{1\to 2}={\frac {L}{C+Vcos\theta }}}  (2)
Onde,
L: distância entre os sensores
C: velocidade do som no fluido
{\displaystyle \theta }: ângulo do trajeto, em relação ao eixo da tubulação
V: velocidade do fluido na tubulação
Combinando as equações, subtraindo-se (1) de (2), e considerando C>>V, obtem-se:
{\displaystyle V=C^{2}{\frac {t_{2\to 1}-t_{1\to 2}}{2Lcos\theta }}} 

Pode-se notar que a velocidade do fluido depende diretamente da diferença entre os tempos de trânsito medidos. Sendo assim, qualquer erro na medida dos tempos irá acarretar em um valor de fluxo equivocado.
Precisões: podem variar de +- 1% a +- 5% da vazão medida. 

#### Vantagens
As vantagens desse tipo de medidor são:
- Capacidade de medição de fluxo nos dois sentidos (bidirecional) e de distinção do sentido do fluxo;
- Custo do sistema é quase independente do tamanho do tubo;
- Alta precisão. [17]

#### Desvantagens
As desvantagens desse tipo de medidor são:
- Relativamente alto custo inicial;
- Precisa ser programado para cada tipo de tubulação, diâmetro e espessura de parede;
- Presença de bolhas e/ou sedimentos suspensos no fluido podem afetar a intensidade do sinal acústico. [17]

### Efeito Doppler
O efeito Doppler foi descoberto em 1842 e é usado atualmente em sistemas de radar e sonar. Na aplicação industrial, quando um raio ultra-sônico é projetado em um fluido, parte da energia é refletida de volta para o sensor. O sinal recebido pelo sensor difere do sinal transmitido. Isso ocorre, pois o som é espalhado pelo fluido em movimento. Sendo assim, tem-se um desvio na frequência, que é chamado de desvio de frequência Doppler. Esse desvio é diretamente proporcional à vazão do fluido.  

#### Princípio de operação
Sinais acústicos de frequência conhecida são transmitidos através do fluido, refletidos por partículas presentes no mesmo e capturados por um receptor. Os sinais são analisados levando-se em conta a diferença de frequência entre os sinais recebidos e enviados. O resultado na diferença na frequência pode ser diretamente relacionado com a velocidade das partículas que se movem no fluido. (O medidor de fluxo Doppler mede a velocidade das partículas em suspensão no fluido).

Assumindo que a partícula está se movendo com o fluxo e a onda de ultrassom forma um ângulo {\displaystyle \theta } com o eixo da tubulação. A variação da frequência será dada por: 
{\displaystyle \Delta f=} {\displaystyle f_{o}{\frac {V}{C}}cos\theta }
Rearranjando os termos, obtemos V, velocidade do fluido, igual a: 
{\displaystyle V=} {\displaystyle {\frac {\Delta fC}{2f_{o}cos\theta }}}
Onde:
{\displaystyle \Delta f}: diferença entre a frequência transmitida e a recebida pelo transdutor
fo: frequência transmitida pelo transdutor (corresponde à frequência incidente)
C: velocidade do som no fluido considerado
Sistemas eletrônicos são usados para corrigir sinais e frequências alteradas pelas paredes da tubulação ou por algum material que protege o transdutor.
A performance do medidor de fluxo Doppler é altamente dependente das propriedades físicas tais como a condutividade sônica no líquido, densidade de partículas e perfil do fluido ( flow profile).
A medição é sensível a mudanças de densidade e temperatura. Isso faz com que o método de medida Doppler seja inadequado para medidas de alta precisão. 

Precisão: pode variar de +- 2% a +- 5% da vazão medida.

#### Vantagens
As vantagens desse medidor são:
- facilidade na instalação em tubulações já existentes (clamp-on);
- não invasivo, sem partes móveis, sem desgaste. [18]

#### Desvantagens
Algumas das desvantagens desse tipo de medidor são:
- O método necessita uma quantidade mínima de partículas que possam refletir o sinal ultra-sônico;
- As partículas precisam ter um tamanho suficientemente grande para poderem provocar boas reflexões
- A vazão deve ser suficientemente rápida para manter os sólidos em suspensão. [14]

### Correlação-cruzada
No método de correlação-cruzada dois sinais acústicos transversais são separados por uma pequena distância. Em condições de fluxo laminar ou nenhum fluxo, os dois sinais recebidos são idênticos àqueles transmitidos. Quando se tem a presença de fluxo turbulento, o movimento de um redemoinho (ou sedimento) através do feixe ultra-sônico provoca uma mudança no sinal, que é bem conhecido. O redemoinho irá causar uma mudança no segundo feixe igual àquela causada no primeiro. Um processador de sinais eletrônico é usado para comparar os dois sinais recebidos. Quando dois sinais idênticos são encontrados, as informações do tempo e da distância (entre os transmissores acústicos) são usadas para calcular a velocidade do fluido. Em geral, o método de correlação cruzada mede a velocidade média de todos os redemoinhos (ou partículas) que cruzam o diâmetro do tubo. Se não há redemoinhos no fluido, o método pode rastrear bolhas ou sedimentos presentes no fluido. Entretanto, se o fluido é homogêneo e não tem presença de redemoinhos, esse método não funcionará. 

#### Princípio de operação
Se dois sinais, enviados por transdutores ultra-sônicos distantes L um do outro, cruzam um fluxo turbulento (com presença de redemoinhos, por exemplo), e os sinais recebidos são comparados a fim de se encontrar um padrão similar, o padrão do sinal recebido no canal B estará atrasado {\displaystyle \tau _{m}} em relação ao sinal do canal A. (Olhar esquemático para o medidor de fluxo por correlação cruzada)
A partir desses dados, pode-se deduzir simplesmente que o fluxo necessitou um tempo {\displaystyle \tau _{m}} para cruzar a distância L. Assim: 
{\displaystyle V={\frac {L}{\tau _{m}}}}  (3)
Correlacionar os dois sinais requer um sistema eletrônico complexo. A flutuação do sinal deve ser adequada, por esse motivo é necessário criar, artificialmente, uma turbulência no fluido caso não se verifiquem bolhas, outras fases ou turbulência suficiente. A concepção matemática para a correlação cruzada é definida pela equação:
{\displaystyle R_{xy}(\tau )=\lim _{T\to \infty }{\frac {1}{T}}{\int _{0}^{T}}{y(t)x(t+\tau )}dt}
onde:
x(t) : sinal para cima (upstream)
y(t): sinal para baixo (downstream)
O valor do intervalo de tempo {\displaystyle \tau _{m}} correspondente ao máximo de {\displaystyle R_{xy}(\tau )} e fornece uma medida do tempo de trânsito do fluido entre os dois feixes separados pela distância L.  Assim pode-se obter a velocidade do fluido (V), usando-se a equação (3).

#### Vantagens
A vantagem desse tipo de medidor é:
- Pode operar em fluxos turbulentos e com sedimentos.

#### Desvantagens
A desvantagem desse tipo de medidor é:
- Sem a presença de turbulências ou sedimentos no fluido a medida se torna inviável.